# Каравелли
Каравелли (фр. Caravelli, настоящее имя Клод Вазори (фр. Claude Vasori); 12 сентября, 1930, Париж, Франция — 1 апреля 2019, Каннет, Франция) — французский композитор, аранжировщик и дирижёр.

## Биография
Будущий маэстро лёгкой музыки родился в Париже, в семье итальянца и француженки. Он начал заниматься музыкой в 7 лет, а в 13 поступил в Парижскую консерваторию изучать фортепиано, гармонию и дирижирование. Закончив её в 26 лет, состоялся как дирижёр, работая с французским джаз-бэнд лидером Рэем Вентурой.
В 1959 году Клод Вазори взял себе псевдоним Caravelli от имени реактивного самолёта Caravelle, созданного в том же году филиалом французской авиакомпании Société Industrielle Aérospatiale. Клод изменил окончание в честь своего отца, итальянца по происхождению. С этим псевдонимом он начал записываться на французской звукозаписывающей фирме Versailles, которая позже в 1964 году была приобретена фирмой Columbia Records. Благодаря этому Каравелли начал свою международную карьеру, делая записи становившиеся золотыми во Франции, Японии, Израиле и Южной Америке.
Дискография оркестра включает более 100 альбомов, выходивших практически во всех странах мира. В СССР были выпущены две его пластинки. Это — альбом Каравелли в Москве (1982), записанный в Москве на студии Всесоюзной фирмы грамзаписи Мелодия, а также сборник лучших композиций.
Стиль аранжировок Каравелли — мягкий, изящный, с преобладанием струнных, с тщательным выравниванием инструментов по тембру и громкости. Звучание оркестра Каравелли близко звучанию оркестра Ф.Пурселя.
Каравелли приезжал в СССР с концертным турне. Его оркестр побывал с концертами в Риге и Москве летом 1981 года.

## Избранная дискография
- 1959 — «Dance Party»
- 1960 — «Carnet de Bal»
- 1961 — «Dites-le Avec Des Fleurs» («Say It With Flowers»)
- 1962 — «Dites-le Avec Des Notes»
- 1963 — «Dites-le avec… Caravelli et ses Violons Magiques»
- 1963 — «Caravellissimo»
- 1964 — «Vagues à l’Ame»
- 1964 — «Douce France»
- 1965 — «Concertorama № 1»
- 1965 — «J’aime»
- 1966 — «My Love»
- 1966 — «Please Love Me»
- 1966 — «Caravelli Joue Charles Dumont»
- 1966 — «Portrait of Paris»
- 1967 — «Grand Prix»
- 1967 — «Caravelli at San Remo»
- 1967 — «Fille Sauvage»
- 1967 — «Aranjuez Mon Amour»
- 1967 — «The World of Caravelli»
- 1968 — «Si J’avais Des Millions»
- 1968 — «Comment Te Dire»
- 1968 — «Eloïse»
- 1968 — «Zingara»
- 1969 — «L’Orage»
- 1969 — «Tangos»
- 1969 — «Que Je T’aime»
- 1969 — «Valses De Vienne»
- 1970 — «Pluie D'étoiles»
- 1970 — «Laisse-Moi T’aimer»
- 1970 — «L’Amérique»
- 1970 — «Cecilia»
- 1970 — «Francis Lai’s Greatest Hits»
- 1970 — «Love Story»
- 1970 — «La, La, La»
- 1970 — «Caravelli En Mexico»
- 1971 — «Oh! Ma Jolie Sarah»
- 1971 — «Grands Succès de Simon and Garfunkel»
- 1971 — «The Fool»
- 1971 — «L’Avventura»
- 1972 — «Samson Et Dalila»
- 1972 — «Concertorama № 2»
- 1972 — «Une Belle Histoire»
- 1973 — «Fais Comme L’oiseau»
- 1973 — «Love Sounds Live In Tokyo '72»
- 1973 — «Viens Viens»
- 1973 — «Let Me Try Again / Laisse-Moi Le Temps»
- 1974 — «La Fête»
- 1974 — «Quelque Chose Et Moi»
- 1974 — «Le Premier Pas»
- 1974 — «Joue Caravelli»
- 1974 — «24 Grandes Musiques De Films»
- 1975 — «Une Fille Aux Yeux Clairs»
- 1975 — «Le Sud»
- 1975 — «April Orchestra Vol. 11»
- 1975 — «Dolannes Mélodie»
- 1975 — «Michèle»
- 1975 — «Derrière L’Amour»
- 1976 — «Rockin' Strings»
- 1976 — «Rétrospective»
- 1976 — «Porque Te Vas?»
- 1976 — «April Orchestra Vol. 12 (Caravelli French Library)»
- 1976 — «La Nuite Fantastique Au Printemps / Live In Japan '76»
- 1976 — «Joue ABBA»
- 1977 — «Love Is Blind»
- 1977 — «Voici Les Clés»
- 1977 — «L’oiseau Et L’enfant»
- 1977 — «Love Me Baby»
- 1977 — «April Orchestra Vol. 16»
- 1977 — «Plays Janis Ian»
- 1977 — «Hommage à Claude François»
- 1977 — «Star Wars»
- 1978 — «Dans Les Yeux d’Emilie»
- 1978 — «How Deep Is Your Love»
- 1978 — «En Chantant»
- 1978 — «April Orchestra Vol. 31»
- 1979 — «Too Much Heaven»
- 1979 — «Nous»
- 1979 — «Synthèse»
- 1979 — «Je L’aime A Mourir»
- 1979 — «Ma Jeunesse Fout le Camp»
- 1979 — «Joue Julio Iglesias»
- 1980 — «Manureva»
- 1980 — «Noël»
- 1980 — «Il Jouait Du Piano Debout»
- 1981 — «Ma Musique»
- 1981 — «Woman In Love»
- 1981 — «Confidence Pour Confidence»
- 1982 — «Je L’aime Tant»
- 1982 — «In Moscow»
- 1982 — «Grands Succès»
- 1982 — «Dedicado a América»
- 1983 — «Comme Toi»
- 1983 — «Caravelli plays Roberto Carlos»
- 1983 — «Flashdance What A Feeling»
- 1983 — «Joue Les Grands Succès Japonais De Seiko Matsuda»
- 1984 — «On Va S’aimer»
- 1984 — «Rainbow»
- 1985 — «L’Amour En Héritage»
- 1985 — «Douce France»
- 1986 — «Only You»
- 1987 — «Passions»
- 1988 — «Tenderly»
- 1989 — «Blue Rondo»
- 1991 — «America»
- 1991 — «Romantic World»
- 1999 — «Memorial Concert '99»
- 2002 — «A New Day Has Come»
- 2015 — «Caravelli et ses Violons Magiques: De Claude Vasori à … Caravelli. Anthologie 1957—1962»